# Thelma (film, 2017)
Pour les articles homonymes, voir Thelma.
Pour plus de détails, voir Fiche technique et Distribution.
Thelma est un film suédo-dano-franco-norvégien réalisé par Joachim Trier et sorti en 2017.
Le film suit Thelma qui est une jeune étudiante norvégienne issue d'une famille très religieuse qui va à Oslo pour ses études. Elle tombe amoureuse de sa belle camarade Anja et découvre qu'elle a des pouvoirs surnaturels,,.

## Synopsis
Thelma est une jeune fille solitaire ayant longtemps souffert de la pression de Trond, son père, et Unni, sa mère handicapée, formant ensemble une famille chrétienne très religieuse. Récemment arrivée à Oslo pour faire ses études supérieures, Thelma peine à se faire des amis et commence à être victime de crises d'épilepsie. Quand elle rencontre Anja, une autre élève de l'université, elle découvre que ses sentiments pour elle sont la cause de pouvoirs psychokinétiques incontrôlables.  
Alors qu'elle passe une tomographie du cerveau pour trouver la cause de ses crises, Thelma commence à penser à Anja et se concentre sur elle. Son pouvoir se met alors en marche et Anja est involontairement envoyée dans le néant. Affolée et confuse par la disparition soudaine d'Anja, Thelma rentre chez ses parents et se rappelle l'existence d'un frère cadet lorsqu'elle était jeune. Une fois, alors qu'elle était jalouse de l'attention donnée à son frère, et souhaitant qu'il se taise et soit calme, elle l'avait involontairement téléporté de son berceau jusque sous le canapé du salon. Dans un dernier incident tragique, son petit frère disparut un jour soudainement de son bain et fut retrouvé dans un lac glacé par son père. Traumatisée, la mère de Thelma tenta de se suicider en sautant d'un pont, mais sa tentative ratée la laisse handicapée. Réalisant sa détresse, Thelma dit la vérité à ses parents : elle serait capable de rendre réel ce qu'elle souhaite au plus profond d'elle, don qu'elle aurait hérité de sa grand-mère, qui se sentait responsable de la disparition de son mari et qui était gardée et mise sous calmants dans une clinique psychiatrique par Trond. Thelma sent que ses parents lui destinent un futur similaire et ces derniers droguent son thé afin qu'elle soit neutralisée.
Plus tôt, en rendant visite à Anja, Thelma s'était rappelée la fois où son père avait mis la main de sa fille sous la flamme d'une bougie jusqu'à la brûlure afin qu'elle ressente la punition réservée à ceux destinés à l'Enfer. Elle cause donc la mort de son père en le brûlant vivant par télékinésie alors qu'il faisait du bateau sur le lac. Thelma réalise ensuite que son pouvoir sert également à donner la vie en assistant à la résurrection d'un oiseau. Elle commence à voir son pouvoir comme un don et l'utilise sur sa mère afin de lui redonner l'usage de ses jambes. Thelma apprend à contrôler son pouvoir et ramène Anja dans le monde réel. Elle retourne à l'université, maintenant la petite amie d'Anja, dans une relation sans culpabilité religieuse.

## Fiche technique
- Titre : Thelma
- Réalisation : Joachim Trier
- Scénario : Joachim Trier, Eskil Vogt
- Photographie : Jakob Ihre
- Montage : Olivier Bugge Coutté
- Musique : Ola Fløttum
- Producteur :
- Production : Motlys, Eurimages, Film i Väst, en association avec les SOFICA Cinéventure 2 et Indéfilms 5
- Distribution :
- Pays :  Norvège
- Lieux de tournage : Oslo, Norvège
- Genre : fantastique, romance saphique, drame
- Durée : 116 minutes
- Dates de sortie :
  -  Norvège : 20 août 2017 (Festival international du film norvégien de Haugesund), 15 septembre 2017 (sortie nationale)
  -  France : 15 septembre 2017 (L'Étrange Festival),
  -  Belgique : 19 octobre 2017 (   Gent International Film Festival)
  -  France : 22 novembre 2017 (sortie nationale)

## Distribution
- Eili Harboe (VF : Sophie Ostria) : Thelma
- Kaya Wilkins (VF : Magali Mestre) : Anja (créditée comme Okay Kaya)
- Henrik Rafaelsen (VF : Michaël Rudy Cermeno) : Trond, le père de Thelma
- Ellen Dorrit Petersen (VF : Sylvie Santelli) : Unni, la mère de Thelma
- Grethe Eltervåg : Thelma à 6 ans
- Ludvig Algeback : le jeune frère
- Isabel Christine Andreasen : l'étudiante
- Camilla Belsvik (VF : Fanny Gatibelza) : l'infirmière
- Lars Berge (VF : Eric Bonicatto) : le secouriste
- Vanessa Borgli (VF : Juliette Chettle) : Vilde, la mère d'Anja
- Sigve Bøe : l'homme en dehors de la voiture
- Ingrid Jørgensen Dragland (VF : Caroline Lemaire) : l'infirmière
- Vidar Fransson : le jeune frère
- Ingrid Giæver : Julie
- Gorm Alexander Foss Grømer (VF : Axel Pech) : le garçon à la soirée

Version française
- Société de doublage : NEW CONNECTION
- Direction artistique : Michaël Rudy Cermeno
- Traduction et adaptation : Pascal Strippoli & Nelson Caderon
- Mixage : Carles Garcia

Source et légende : Version française (VF) sur carton du doublage français

## Accueil

### Critique
En France, l'accueil critique est positif : le site Allociné recense une moyenne des critiques presse de 3,5/5, et des critiques spectateurs à 3,2/5.
Pour Céline Rouden de La Croix, « s'il y est bien question de phénomènes « surnaturels », le film lorgne toutefois davantage du côté de Hitchcock que du film d'horreur. Et excelle, grâce à une mise en scène très maîtrisée, à explorer les tourments de l'inconscient. [...] Le cinéaste explique avoir puisé son inspiration dans les films de Brian De Palma ou de David Cronenberg pour broder ce conte « où se joue quelque chose de très humain, auquel on peut s'identifier, même s'il s'inscrit dans le domaine du surnaturel ». [...] Si on peut regretter une symbolique parfois un peu appuyée et un dénouement hâtif, le film n'en est pas moins très réussi. ».
Pour Jacques Morice de Télérama, « le désir refoulé, le climat tout à la fois ouaté et inquiétant, l'apparition d'un superpouvoir potentiellement dangereux de l’héroïne : tout cela est captivant. Plusieurs pistes d'interprétation, plusieurs directions narratives s'offrent, également prometteuses. C'est dans la deuxième partie, avec les parents de Thelma, dévots ultra catholiques, que les choses se gâtent. Le film déçoit en dévidant les fils d’une intrigue traumatique tirée par les cheveux, sur fond de puritanisme un peu caricatural. On le regrette d'autant plus que la mise en scène talentueuse de Joachim Trier réserve des séquences éclatantes. ».
Pour Jean-François Rauger du Monde, « le film de Joachim Trier est un récit de sorcellerie moderne. Ce pourrait être un remake du Carrie au bal du diable, de Brian De Palma, mais un remake adapté à la froideur nordique, dénué des flamboyances romantiques du titre de référence. [...] dès lors qu'il est tenu par le carcan du thème, Trier ne peut qu'inventer des visions étonnantes et spectaculaires (le prologue, la piscine transformée en piège, etc.), dont on peut dire qu'elles sont assez convaincantes, même si elles ne désignent pas le film comme autre chose que l'exercice de style d’un élève doué. ».
Pour Marcos Uzal de Libération, « Thelma s'inscrit dans une tendance actuelle du cinéma fantastique consistant à se complaire dans le non-dit et le non-montré, moins pour jouer avec les pouvoirs de la suggestion que pour maintenir le récit ouvert aux diverses interprétations qu'il amorce à coups de béances et de symboles. Or, au cinéma, cette hauteur de vue allégorique est trop souvent une façon vague d’exprimer des choses lourdes ou, comme ici, d'aborder un genre volontiers rugueux et impur avec les pincettes de l'auteurisme chic. [...] ce film d'abord intrigant et inquiétant se perd dans l'abstraction psychologisante, jusqu'à atteindre le n'importe quoi lors d'un très mauvais dernier quart d'heure. Thelma serait comme une version exsangue du Carrie de Brian De Palma, dont toute la tension horrifique aurait été absorbée par des intentions sursignifiantes et dévitalisée par la froideur hautaine de la réalisation. ».

### Box-office
- France : 33 936 entrées[9]

## Distinctions

### Récompenses
- Festival international du film de Catalogne 2017 : Prix spécial du jury et Prix du meilleur scénario[10].
- Festival international du film de Mar del Plata 2017 : Astor de la meilleure actrice pour Eili Harboe[11].

### Sélections
- Festival international du film norvégien de Haugesund
- Festival international du film de Toronto
- Festival international du film de Vancouver
- L'Étrange Festival 2017
- Fantastic Fest
- Festival du film de New York et au Festival du film de San Diego
- Mill Valley Film Festival
- Festival du film d'Adélaïde
- Festival du film de Londres